# Gorgone
Gorgone is een geslacht van vlinders van de familie spinneruilen (Erebidae), uit de onderfamilie Calpinae.

## Soorten
- G. augusta Stoll, 1782
- G. brachygonia Hampson, 1926
- G. drusilla Möschler, 1880
- G. fellearis Hübner, 1823
- G. hilaris Walker, 1865
- G. macarea Cramer, 1777
- G. mormon Felder, 1874
- G. ortilia Stoll, 1781
- G. pyrochila Butler, 1879
- G. superba Möschler, 1880
- G. umbratica Dognin, 1912